# Jacques Duclaux
Pour les articles homonymes, voir Duclaux.
Jacques Eugène Duclaux, né à Lyon 6e le 14 mai 1877 et mort à Paris 5e le 13 juillet 1978, est un physicien, biologiste et chimiste français, professeur au Collège de France et membre de l'Académie des sciences.

## Biographie
Jacques Duclaux est le fils d'Émile Duclaux (1840-1904), physicien, biologiste et chimiste, directeur de l'Institut Pasteur, membre fondateur et vice-président de la Ligue française pour la défense des droits de l'homme et du citoyen.
Élève du Lycée Louis-le-Grand, Jacques Duclaux obtient en Terminale le premier prix de physique au concours général. Il réussit le baccalauréat en lettres en 1893 et en sciences en 1894. Il est reçu premier à l'École normale supérieure, en sciences. Licencié en mathématiques et en physique, il est reçu premier à l'agrégation de sciences physiques, en 1898.
De 1902 à 1904, il fait le tour du monde grâce à une bourse de la Fondation du financier et mécène Albert Kahn. C'est en Amérique du Sud qu'il passe le plus de temps. À son retour il soutient sa thèse en 1904 sur les substances colloïdales.
Il travaille comme préparateur au laboratoire de chimie physiologique de l'École des hautes études de l'ENS. Lors de la Première Guerre mondiale il est mobilisé comme sergent, est nommé lieutenant et est chargé de recherches sur les gaz ; il obtient la Croix de Guerre 1914-1918. Après la guerre il reprend son travail au laboratoire dont il devient directeur en 1930. Il travaille aussi au laboratoire de l'Institut Pasteur dont il devient chef de laboratoire.
Duclaux est membre permanent du Conseil de l'Institut international de chimie Solvay, de 1924 à 1930. Il devient en 1929 chef de laboratoire de l'Institut de biologie physico-chimique (IBPC) récemment créé.
Jacques Duclaux est professeur de biologie générale au Collège de France de 1931 à 1948. Il est élu membre de l'Académie des sciences, dans la section des académiciens libres en 1939, puis il choisit de passer dans la section des sciences chimiques en 1976. Il est le fondateur de la Société de chimie-physique.
Il avait épousé en premières noces Berthe Germaine Appell (1885-1965), docteur en médecine, radiologiste, chevalier de la Légion d'honneur, fille du mathématicien Paul Appell et belle-sœur du mathématicien Émile Borel ; et en secondes noces Madame Alma Dobry (1904-1989), allemande venue en 1933 préparer une thèse sous sa direction, et qui lui a succédé à la tête du laboratoire de chimie macromoléculaire de l'IBPC.

## Parcours
- 1895 : Élève de l'École normale supérieure.
- 1896-1897 : Licencié ès sciences mathématiques et ès sciences physiques.
- 1898 : Agrégé de sciences physiques.
- 1900-1902 : Boursier, voyage autour du monde (Angleterre, Argentine, Chili, Bolivie, Pérou, Équateur, Colombie, Mexique, San Francisco, Nouvelle-Zélande, Australie, Hong Kong, Tonkin).
- 1904 : Docteur ès sciences.
- 1904-1931 : Préparateur au laboratoire de chimie physiologique de l'École pratique des hautes études.
- 1930 : Directeur de laboratoire à l'École pratique des hautes études.
- 1904-1930 : Préparateur puis chef de laboratoire à l'Institut Pasteur.
- 1929 : Chef de laboratoire de chimie colloïdale à l'Institut de biologie physico-chimique.
- 1931-1948 : Professeur de biologie générale au Collège de France.

## Distinctions
- Premier prix de physique au Concours général.
- Officier de la Légion d'honneur.
- Croix de Guerre 1914-1918[4].
- Prix de Joest, 1921.
- Prix Wilde, 1927.
- Prix Loutreuil, 1930.
- Médaille Lavoisier, 1977[2].
- Docteur honoris causa de l'Université libre de Bruxelles.
- Membre libre de l'Académie des sciences, 1939, membre, 1976.
- Membre du Conseil de l'Institut international de chimie Solvay.

## Publications
- Recherches sur les substances colloïdales, thèse de doctorat ès sciences physiques, Laval, Barnéoud, 1904.
- Nature chimique des solutions colloi͏̈dales, Paris, Gauthier-Villars, 1904.
- Diabète hyperchlorurique, Lyon, 1908.
- La Chimie de la matière vivante, Félix Alcan, coll. «Nouvelle collection scientifique », 1910 ; traduit en quatre langues.
- Les Colloïdes, Paris, Gauthier-Villars, 1919 ; quatre rééditions.
- Recherches sur l'ultrafiltration, avec Miguel Amat, 1921.
- Plaques photographiques pour l'ultraviolet extrême, avec Pierre Jeantet, Paris, 1921.
- Méthodes de spectrographie pour l'ultraviolet, avec Pierre Jeantet, Nancy, Berger-Levrault, 1923.
- La limitation du spectre solaire ultraviolet, avec Pierre Jeantet, Paris, 1923
- Dispersion de l'eau dans l'ultraviolet, avec Pierre Jeantet, Paris, 1923.
- Viscosité et rigidité des liquides, Paris, Société d'éditions scientifiques, 1930.
- Transparence des eaux pour les rayons ultraviolets, avec Pierre Jeantet, Paris, 1930.
- La cellulose et ses dérivés, 1930.
- Titres et travaux scientifiques de Jacques Duclaux, Paris, Vigot, 1931.
- La nature des solutions cellulosiques, avec Foumio Hirata, Paris, Presses universitaires de France, 1931.
- L'analyse physico-chimique des fonctions vitales, Paris, Hermann, 1932.
- Rigidité, thixotropie, coacervation, Paris, Hermann, 1934.
- Étude de l'eau et des solutions, Paris, Hermann, 1934.
- Suspensions, émulsions, Paris, Hermann, 1934.
- Capillarité, Paris, Hermann, 1934.
- Leçons de chimie physique appliquée à la biologie, Paris, Hermann, 1934-1937.
- Diffusion dans les liquides, Paris, Hermann, 1936.
- Diffusion dans les gels et les solides, Paris, Hermann, 1936.
- Pression osmotique, Paris, Hermann, 1937.
- Ultrafiltres de porosité graduée, avec Miguel Amat, Paris, Gauthier-Villars, 1938
- Physique colloïdale et biologie, Paris, Hermann, 1941.
- Les macromolécules dans le monde actuel, Conservatoire national des arts et métiers, Paris, Hermann, 1948.
- L'Homme devant l'univers, Flammarion, coll. « Bibliothèque de philosophie scientifique », 1949.
- Macromolécules et matières plastiques, Paris, Presses universitaires de France , 1950.
- Chimie populaire à l'usage des curieux, Paris, Gauthier-Villars, 1952.
- Colloïdes et gels, Paris, Gauthier-Villars, 1953.
- Centrifuges et ultracentrifuges, Paris, Hermann, 1955.
- La Science de l'incertitude, Paris, Flammarion, coll. « Bibliothèque de philosophie scientifique », 1959.
- Du chaos à l'homme, Paris, Albin Michel, coll. « Sciences d'aujourd'hui », 1969.

## Sources
- « Jacques Duclaux (1877-1978) », dans Laurence Lestel, Itinéraires de chimistes: 1857-2007, 150 ans de chimie en France avec les présidents de la SFC, EDP Sciences, 2008  (ISBN 2868839150 et 9782868839152), p. 159-162 [lire en ligne].
- Notice nécrologique sur Jacques Duclaux (1877-1978), par René Wurmser, Paris, Académie des Sciences, 1979 (séance du 5 mars). [lire en ligne]
- « Duclaux (Jacques-Eugène) », par Jean Coulomb, Association amicale des anciens élèves de l'École Normale Supérieure, 1979, p. 31-33.
- Christophe Charle et Eva Telkès, Les professeurs du Collège de France - Dictionnaire biographique 1901-1933, Paris, INRP et CNRS, p. 58-60.
- « Duclaux (Jacques) », dans Who's Who in France, Paris, Lafitte, 1973 et autres éd.